# Kettinge-Bregninge Sogn
Kettinge-Bregninge Sogn er et sogn i Lolland Østre Provsti (Lolland-Falsters Stift).
I 1800-tallet var Bregninge Sogn anneks til Kettinge Sogn. Begge sogne hørte til Musse Herred i Maribo Amt. Kettinge-Bregninge sognekommune blev ved kommunalreformen i 1970 indlemmet i Nysted Kommune, der ved strukturreformen i 2007 indgik i Guldborgsund Kommune.
1. januar 2024 blev Kettinge Sogn og Bregninge Sogn (Guldborgsund Kommune) sammenlagt til Kettinge-Bregninge Sogn.
I Kettinge-Bregninge Sogn ligger Kettinge Kirke og Bregninge Kirke (Guldborgsund Kommune).
|  | Denne artikel kan blive bedre, hvis der indsættes geografiske koordinater Denne artikel omhandler et emne, som har en geografisk lokation. Du kan hjælpe ved at indsætte koordinater i wikidata. |